# Katedrála svatého Olafa (Oslo)

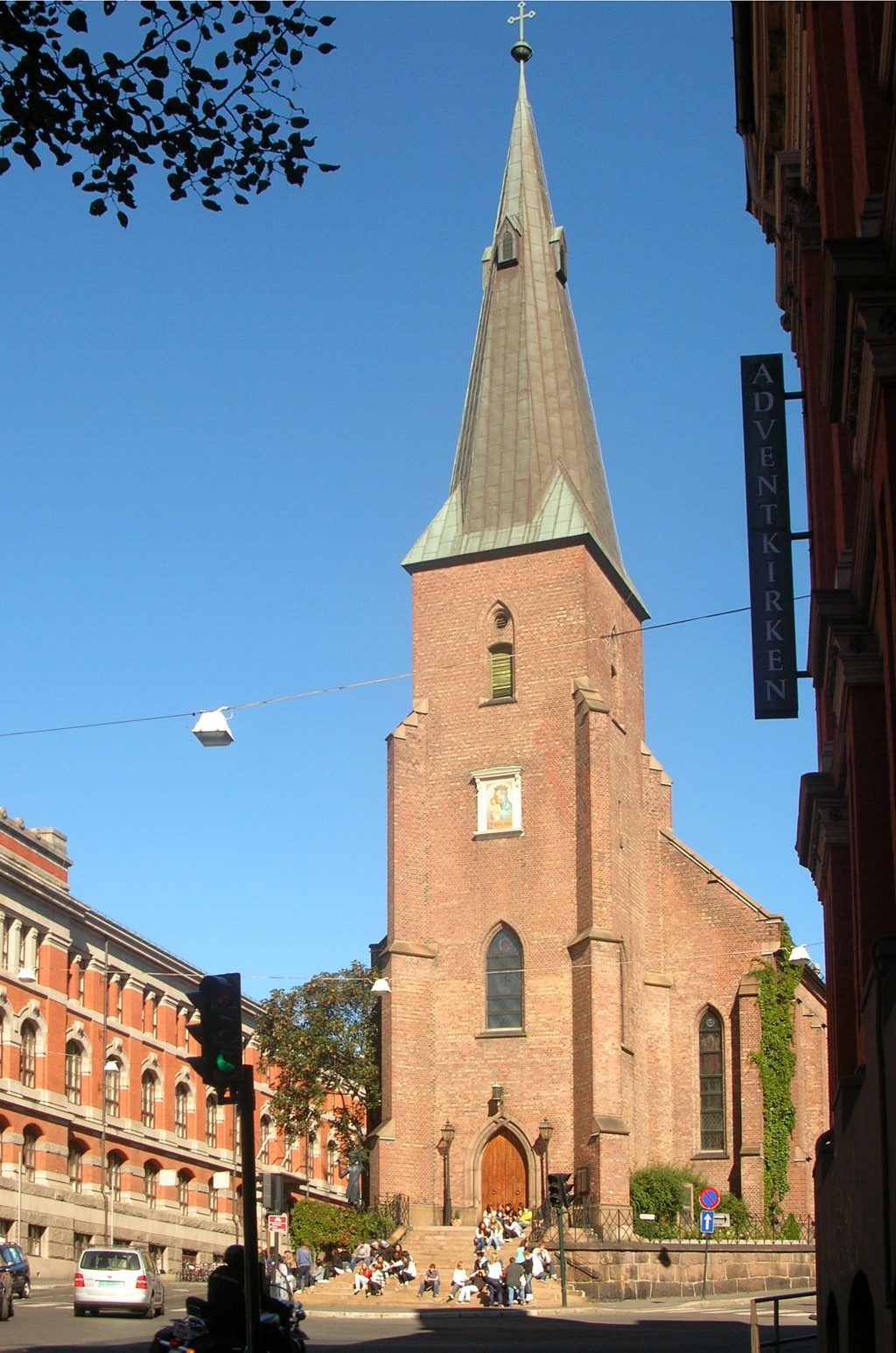
Katedrála svatého Olafa (Oslo)

Katedrála svatého Olafa (norsky Sankt Olav domkirke) v hlavním městě Norska Oslu je hlavní římskokatolická katedrála v této převážně protestantské zemi.

## Dějiny
Norské království bylo od dob reformace v 16. století převážně protestantskou (evangelickou) zemí. Katolické náboženství začalo být tolerováno až v 19. století, kdy byla opět povolena stavba římskokatolických kostelů a svobodně bylo možné vyznávat římskokatolické náboženství. Katedrála svatého Olafa byla postavena v roce 1856 (vysvěcena 24. srpna 1856). Pojmenována byla po svatém Olafovi, norskému králi z 11. století, který měl velký podíl na upevnění katolické víry v Norsku. V roce 1953 se stal katedrálním chrámem norské římskokatolické církve. V roce 1989 ho navštívil papež Jan Pavel II. během své návštěvy skandinávských zemí.

## Architektura
Katedrála je vybudována v novogotickém architektonickém stylu podle projektu Heinricha Schirmera. Královna Josefína darovala chrámu kopii obrazu Sixtinská Madony od Raffaela Santiho. V letech 1975 až 1976 proběhla rozsáhlá rekonstrukce chrámu a přibyly v něm některé neobarokní prvky.

### Externí odkazy

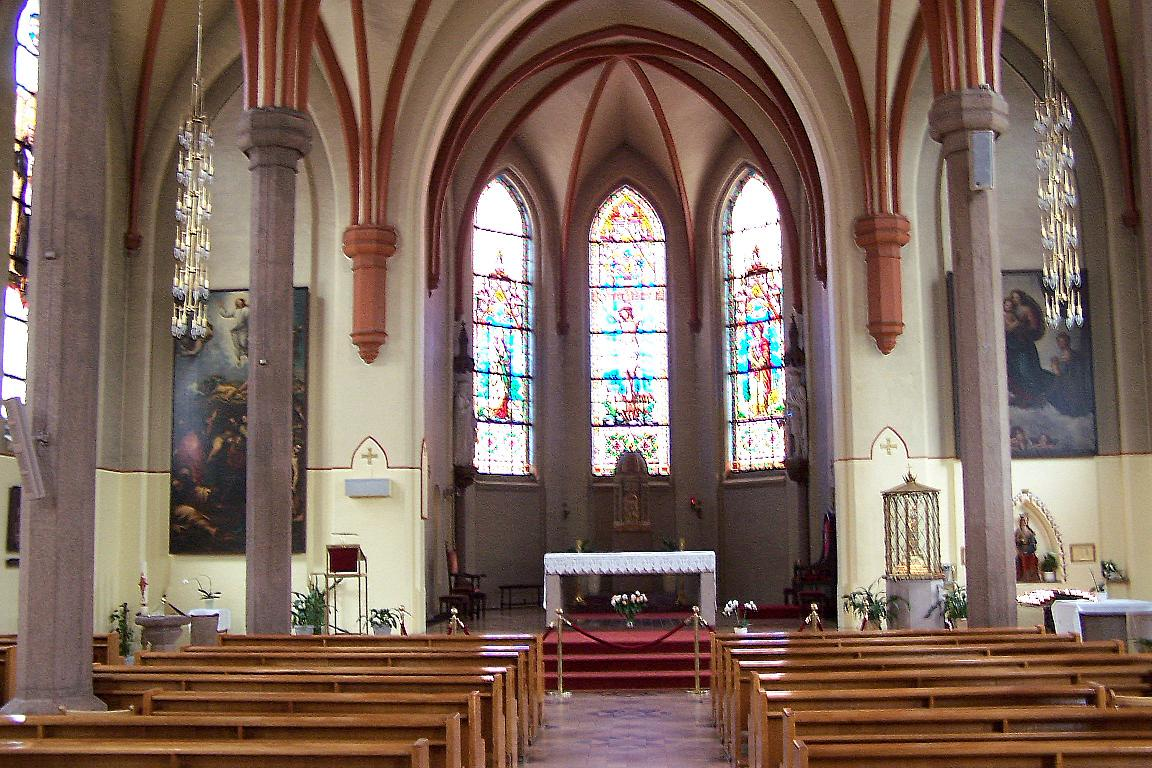
Interiér katedrály